# 整備新幹線
整備新幹線（日语：整備新幹線），是日本新幹線的計畫路線，根據昭和45年（1970年）所頒佈《全國新幹線鐵道整備法》（全国新幹線鉄道整備法）第7條的規定，日本政府於1973年11月13日決定了下列五條新幹線建設計畫為整備新幹線：
- 北海道新幹線（青森市至札幌市）
- 東北新幹線（盛岡市至青森市）
- 北陸新幹線
- 九州新幹線
- 西九州新幹線

在該法頒佈之前計畫興建的東海道新幹線、山陽新幹線、東北新幹線（東京車站至盛岡車站）、上越新幹線及成田新幹線（已取消）則不屬於整備新幹線。以原有1067mm軌距在來線拓寬改成1435mm軌距的秋田新幹線與山形新幹線兩條迷你新幹線也不屬於整備新幹線。另外2011年5月決定計畫動工的中央新幹線不列入整備新幹線，而是由JR東海興建，依據全國新幹線鐵道整備法-新幹線鐵路建設第4條-第14條規定，上述整備新幹線依法規定最高時速為260km/h，但東北新幹線盛岡至新青森及北海道新幹線未通車區間高速化作業，JR東日本及JR北海道已向日本政府申請，將改善沿線隔音設備及高架橋隔音板強化等工程，最高時速將提升至320km/h（僅限隼號班次）。

## 並行在來線問題
由於新幹線建設與營運經費龐大，且新幹線通車後，大部份客源將從在來線移轉至新幹線，為減輕JR的經營負擔，又兼顧在來線沿線居民乘車與貨物列車行駛的需求，與整備新幹線並行的在來線，原則上會從JR集團中分離營運，由地方政府與企業等合資成立的第三部門鐵道公司接管經營。因此JR所發售的套票，如JR Pass、青春18等，大多無法在這些第三部門鐵道路線使用，或僅可在有限的條件下使用在這些路線上。
| 整備新幹線   | 並行在來線                  | 並行在來線   | 並行在來線        | 並行在來線 | 並行在來線           | 並行在來線                                                                                             |
| 整備新幹線   | 新幹線開業前                | 新幹線開業前 | 路段              | 營業里程   | 移轉經營（廢止）日期 | 新幹線開業後                                                                                           |
| ------------ | --------------------------- | ------------ | ----------------- | ---------- | -------------------- | --- |
| 北海道新幹線 | 東日本旅客鐵道 （JR東日本） | 津輕線       | 青森 - 中小國     | 31.4       |                      | 因新幹線與在來線由不同公司持有，因而由JR東日本繼續營運                                                 |
| 北海道新幹線 | 北海道旅客鐵道 （JR北海道） | 海峽線       | 中小國 - 木古内   | 87.8       |                      | 由JR北海道繼續營運 （新幹線開業後，不再行駛定期載客列車，並以行駛貨物列車為主體）                      |
| 北海道新幹線 | 北海道旅客鐵道 （JR北海道） | 江差線       | 五稜郭 - 木古内   | 37.8       | 2016年3月26日        | 移交給道南漁火鐵道                                                                                     |
| 北海道新幹線 | 北海道旅客鐵道 （JR北海道） | 函館本線     | 函館 - 五稜郭     | 3.4        |                      | 預定由JR北海道繼續營運（預定延伸至札幌時分離營運）                                                     |
| 北海道新幹線 | 北海道旅客鐵道 （JR北海道） | 函館本線     | 五稜郭 - 長萬部   | 108.9      | 2030年度             | 預定分離營運。分離方式2022年時點未確定。                                                               |
| 北海道新幹線 | 北海道旅客鐵道 （JR北海道） | 函館本線     | 大沼 - 森         | 35.3       | 2030年度             | 預定分離營運。分離方式2022年時點未確定。                                                               |
| 北海道新幹線 | 北海道旅客鐵道 （JR北海道） | 函館本線     | 長万部 - 小樽     | 140.2      | 2030年度             | 預定廢線（轉行公車行駛）                                                                               |
| 北海道新幹線 | 北海道旅客鐵道 （JR北海道） | 函館本線     | 小樽 - 札幌       | 33.8       |                      | 預定由JR北海道繼續營運                                                                                 |
| 東北新幹線   | 東日本旅客鐵道 （JR東日本） | 東北本線     | 盛岡 - 目時       | 82.0       | 2002年12月1日        | 移交給IGR岩手銀河鐵道，成為IGR岩手銀河鐵道線                                                           |
| 東北新幹線   | 東日本旅客鐵道 （JR東日本） | 東北本線     | 目時 - 八戶       | 25.9       | 2002年12月1日        | 移交給青森鐵道（上下分離方式，車站與路線設備屬於青森縣縣有財產，列車屬於青森鐵道所有），成為青森鐵道線 |
| 東北新幹線   | 東日本旅客鐵道 （JR東日本） | 東北本線     | 八戶 - 青森       | 96.0       | 2010年12月4日        | 移交給青森鐵道（上下分離方式，車站與路線設備屬於青森縣縣有財產，列車屬於青森鐵道所有），成為青森鐵道線 |
| 北陸新幹線   | 東日本旅客鐵道 （JR東日本） | 信越本線     | 高崎 - 橫川       | 29.7       |                      | 由JR東日本繼續經營                                                                                     |
| 北陸新幹線   | 東日本旅客鐵道 （JR東日本） | 信越本線     | 橫川 - 輕井澤     | 11.2       | 1997年10月1日        | 廢線（由JR巴士關東開行公車行駛）                                                                       |
| 北陸新幹線   | 東日本旅客鐵道 （JR東日本） | 信越本線     | 輕井澤 - 篠之井   | 65.1       | 1997年10月1日        | 移交給信濃鐵道，成為信濃鐵道線                                                                         |
| 北陸新幹線   | 東日本旅客鐵道 （JR東日本） | 信越本線     | 篠之井 - 長野     | 9.3        |                      | 由JR東日本繼續經營                                                                                     |
| 北陸新幹線   | 東日本旅客鐵道 （JR東日本） | 信越本線     | 長野 - 妙高高原   | 37.3       | 2015年3月14日        | 移交給信濃鐵道，成為北信濃線                                                                           |
| 北陸新幹線   | 東日本旅客鐵道 （JR東日本） | 信越本線     | 妙高高原 - 直江津 | 37.7       | 2015年3月14日        | 移交給越後朱鷺鐵道，成為妙高躍馬線與日本海翡翠線                                                       |
| 北陸新幹線   | 西日本旅客鐵道 （JR西日本） | 北陸本線     | 直江津 - 市振     | 59.3       | 2015年3月14日        | 移交給越後朱鷺鐵道，成為妙高躍馬線與日本海翡翠線                                                       |
| 北陸新幹線   | 西日本旅客鐵道 （JR西日本） | 北陸本線     | 市振 - 倶利伽羅   | 100.1      | 2015年3月14日        | 移交給愛之風富山鐵道，成為愛之風富山鐵道線                                                             |
| 北陸新幹線   | 西日本旅客鐵道 （JR西日本） | 北陸本線     | 倶利伽羅 - 金澤   | 17.8       | 2015年3月14日        | 移交給IR石川鐵道，成為IR石川鐵道線                                                                     |
| 北陸新幹線   | 西日本旅客鐵道 （JR西日本） | 北陸本線     | 金澤 - 大聖寺     | 46.4       | 2024年3月16日        | 移交給IR石川鐵道                                                                                       |
| 北陸新幹線   | 西日本旅客鐵道 （JR西日本） | 北陸本線     | 大聖寺 - 敦賀     | 84.3       | 2024年3月16日        | 移交給福井幸福鐵道                                                                                     |
| 九州新幹線   | 九州旅客鐵道 （JR九州）     | 鹿兒島本線   | 博多 - 八代       | 154.1      |                      | 由JR九州繼續經營                                                                                       |
| 九州新幹線   | 九州旅客鐵道 （JR九州）     | 鹿兒島本線   | 八代 - 川内       | 116.9      | 2004年3月13日        | 移交給肥薩橙鐵道，成為肥薩橙鐵道線                                                                     |
| 九州新幹線   | 九州旅客鐵道 （JR九州）     | 鹿兒島本線   | 川内 - 鹿兒島中央 | 46.1       |                      | 由JR九州繼續經營                                                                                       |
| 西九州新幹線 | 九州旅客鐵道 （JR九州）     | 長崎本線     | 江北站 - 諫早     | 60.8       | 2022年9月23日        | 新幹線開業後20年內預定以上下分離方式營運 （長崎縣與佐賀縣管理路線設施、JR九州運行列車）                |
| 西九州新幹線 | 九州旅客鐵道 （JR九州）     | 長崎本線     | 諫早 - 長崎       | 24.9       |                      | 由JR九州繼續經營                                                                                       |

## 外部連結
- （日語）新幹線鉄道の整備 （页面存档备份，存于） - 国土交通省鉄道局
- （日語）整備新幹線の建設 - 鉄道建設・運輸施設整備支援機構
- （日語）整備新幹線ルート図 （页面存档备份，存于） - 福井県新幹線建設推進課